# NGC 1966
NGC 1966 (również ESO 056-SC125) – gromada otwarta powiązana z mgławicą emisyjną, znajdująca się w gwiazdozbiorze Złotej Ryby. Należy do Wielkiego Obłoku Magellana. Odkrył ją John Herschel 31 stycznia 1835 roku, być może wcześniej obserwował ją James Dunlop we wrześniu 1826 roku.